# Kukle (Tálín)
Kukle (německy Kukele) je malá vesnice, část obce Tálín v okrese Písek v Jihočeském kraji. Nachází se asi 1,5 kilometru severovýchodně od Tálína. Je zde evidováno 26 adres. V roce 2011 zde trvale žilo dvacet obyvatel.
Kukle leží v katastrálním území Tálín o výměře 4,19 km².

## Název
Název Kukle je odvozen od rybníčku Kukla, který se připomíná již v roce 1547 u Tálína.[zdroj?]

## Historie
Kukle vznikla roku 1963 jako část obce Tálín v okrese Písek.

## Obyvatelstvo
| Rok            | 1869 | 1880 | 1890 | 1900 | 1910 | 1921 | 1930 | 1950 | 1961 | 1970 | 1980 | 1991 | 2001 | 2011 | 2021 |
| -------------- | ---- | ---- | ---- | ---- | ---- | ---- | ---- | ---- | ---- | ---- | ---- | ---- | ---- | ---- | ---- |
| Počet obyvatel | 0    | 0    | 102  | 134  | 103  | 0    | 98   | 0    | 94   | 79   | 51   | 32   | 27   | 20   | 29   |
| Počet domů     | 0    | 0    | 17   | 22   | 23   | 23   | 24   | 0    | 0    | 22   | 17   | 25   | 25   | 23   | 27   |

## Pamětihodnosti
- Kaple na návsi ve vsi je zasvěcena Panně Marii a je z roku 1851–1852.[9]

## Galerie

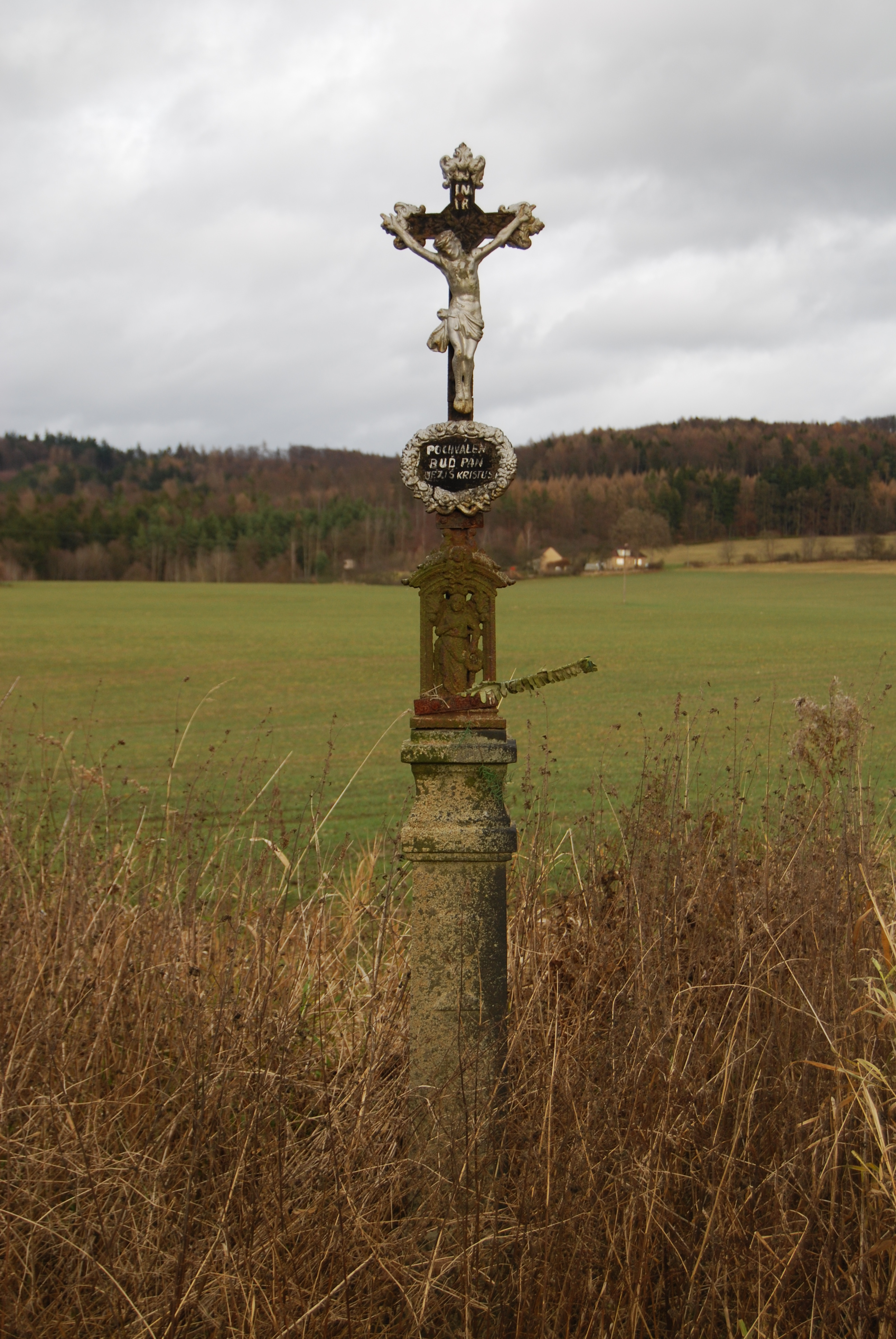
Kříž na křižovatce k vesnici
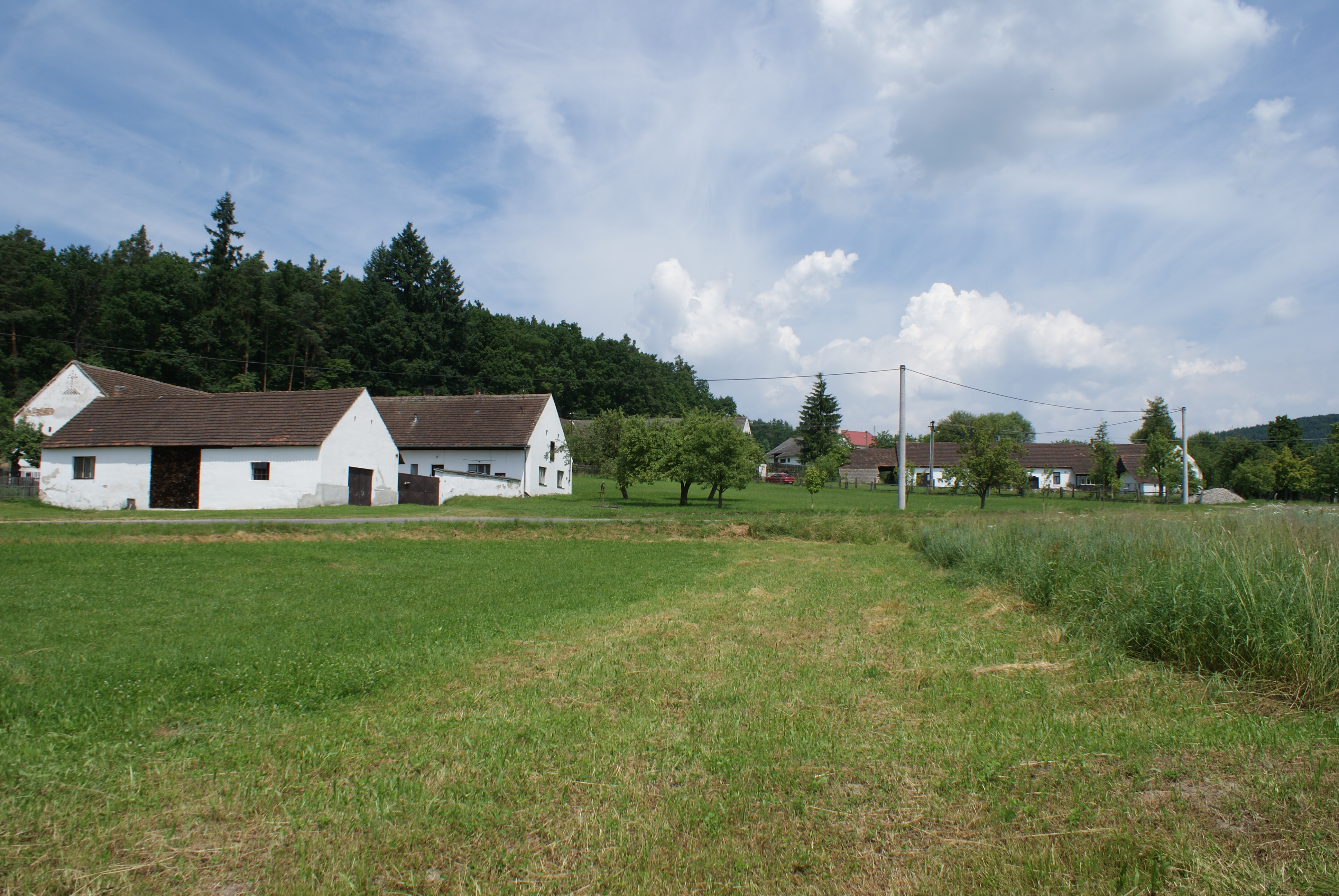
Stavení na začátku Kuklí.
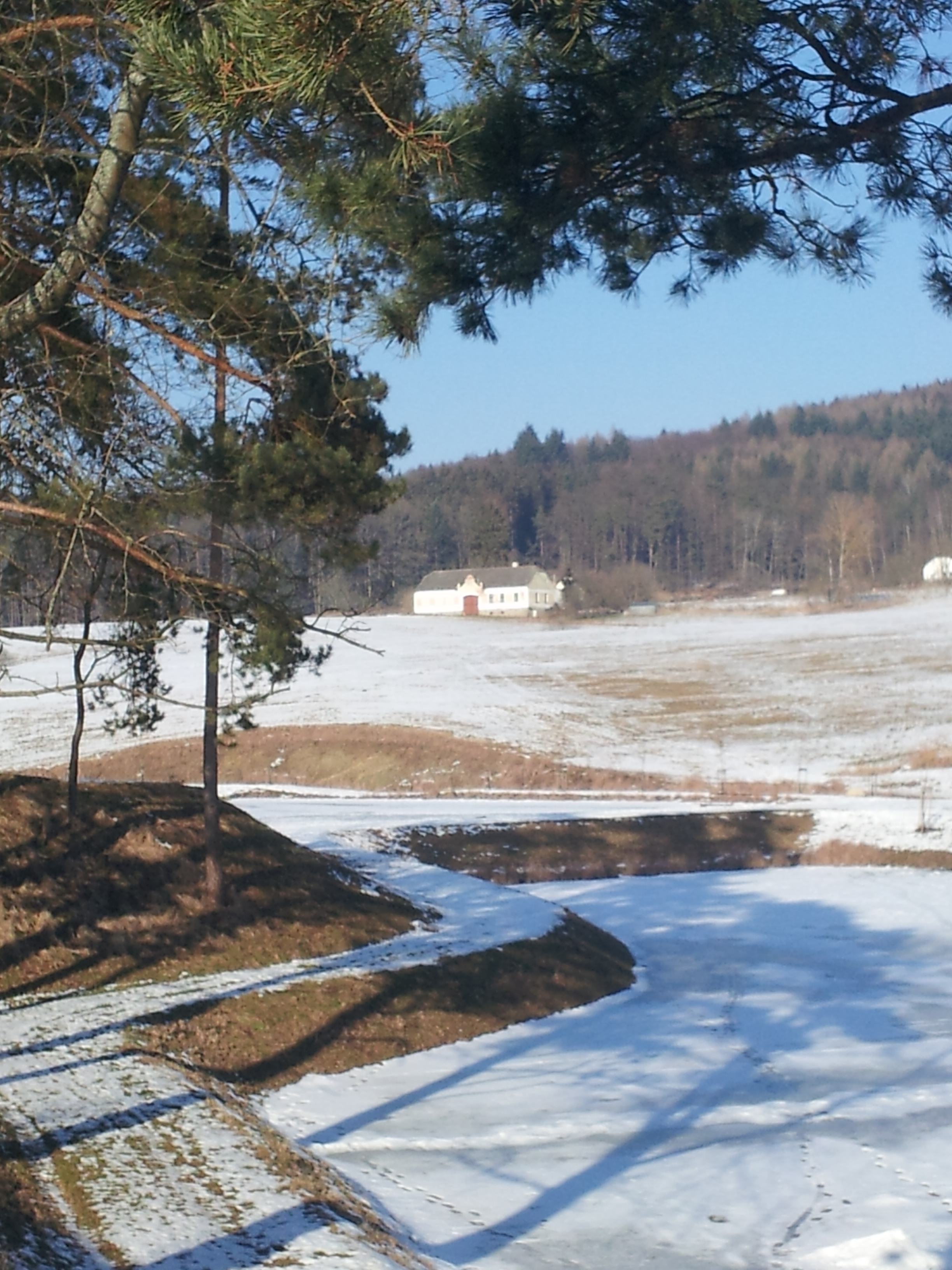
Na konci Kuklí
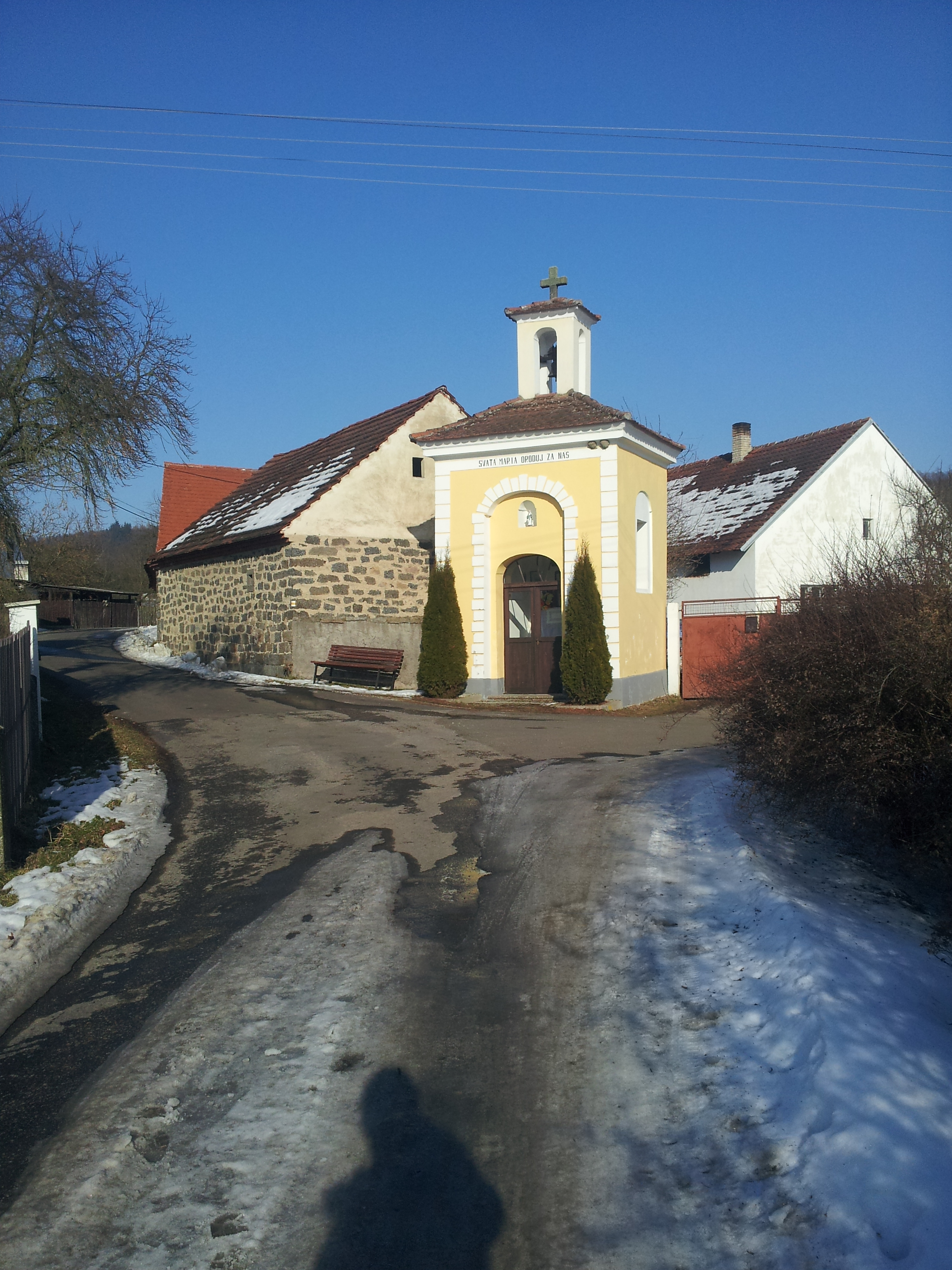
Kaple Panny Marie
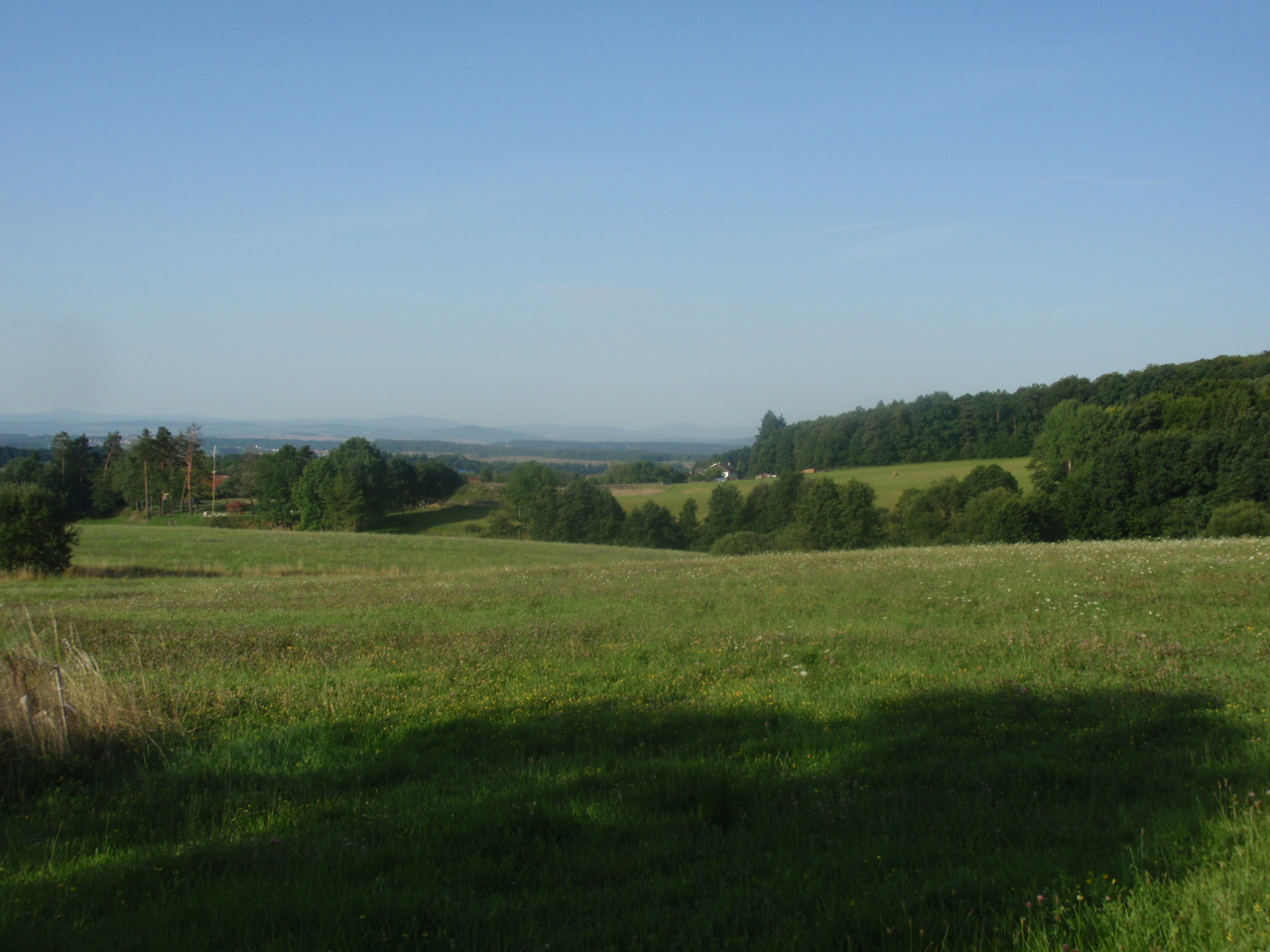
Kukle - výhled na Šumavu